# ريفر ألين
ريفر ألين (بالإنجليزية: River Allen)‏ هو لاعب كرة قدم بريطاني في مركز الوسط، ولد في 7 نوفمبر 1995 في بليموث في المملكة المتحدة. لعب مع نادي بليموث أرجايل ونادي غيتزهد.

## وصلات خارجية
- ريفر ألين على موقع قاعدة بيانات كرة القدم.إي يو (الإنجليزية)
- ريفر ألين على موقع Soccerbase.com (لاعب) (الإنجليزية)
- ريفر ألين على موقع Soccerway.com (الإنجليزية)